# 映像タイムトラベル
映像タイムトラベル（えいぞうタイムトラベル）は、朝日放送（ABC）で毎週木曜日に放送されていたテレビ番組（関西ローカル）。スカイ・エー（放送当時初期は「サテライトABC」）との共同制作の形をとり、スカイ・Aでも後日放送された。
戦前～1970年代にかけての地方自治体が制作した記録映像、企業が制作したPR映像、視聴者から募集したプライベートな映像などを主に放映していた。特に視聴者から寄せられた蒸気機関車の映像には人気があった。
2012年9月現在、ベイ・コミュニケーションズのコミュニティチャンネルにて「映像タイムトラベル セレクション」として放送。
また、2021年より映像の一部は昭和館にて視聴覚資料として公開されているほか、YouTubeでも配信を行っている。

## 放送時間
- 1992年4月9日～2002年3月28日　木曜26:00 - 26:55

## 製作
- 製作・著作：朝日放送/サテライトABC→スカイ・A
- 制作協力：ドキュメンタリー工房